# Geitonoplesium cymosum
Geitonoplesium cymosum (R.Br.) A.Cunn. ex R.Br. – gatunek roślin z monotypowego rodzaju Geitonoplesium A.Cunn. ex R.Br. z rodziny złotogłowowatych (Asphodelaceae), występujący na obszarze od Małych Wysp Sundajskich w Azji Południowo-Wschodniej do wschodniej Australii i wysp Fidżi w Oceanii, introdukowany na Jawie. Zasiedla dobrze rozwinięte lasy deszczowe, gdzie występuje na różnych typach skał, wzdłuż strumieni i wąwozów.
Nazwa rodzaju pochodzi od greckich słów γειτον (geiton – sąsiad) i πλησίον (plision – blisko), co stanowi aluzję do powinowactwa z rodzajem czepin, do którego roślina ta została pierwotnie zaliczona. Nazwa gatunkowa odnosi się do łacińskiej nazwy wierzchotki, kwiatostanu, w który zebrane są kwiaty tej rośliny. 

## Morfologia
Smukłe pnącza. Łodyga czterokątna na przekroju, o średnicy do 2 cm, zygzakowata. Liście o wymiarach ok. 2,79 x 0,7-1,3 cm, ogonki liściowe o długości ok. 0,5-2 mm, na wierzchu rowkowane, skręcone tak, że górna powierzchnia blaszki liściowej skierowana jest do dołu. Kwiaty zebrane w wierzchotkę lub wierzchotkowate wiechy. Szypułki o długości ok. 6-7 mm. Listki okwiatu o długości ok. 6-7 mm, całobrzegie, białe do jasnofiołkoworóżowych. Sześć pręcików, o nitkach nieco skręconych, o długości 1,5-2 mm. Główki pręcików o długości ok. 3,5 mm. Zalążnia kulista, o długości 1-1,5 mm. Szyjka słupka nieco skręcona w kierunku nasady, o długości ok. 4 mm. Znamię słupka kuliste. Owocami są kuliste jagody o średnicy 5-11 mm, zawierające od jednego do dwóch odwrotniejajowatych nasion.

## Systematyka
Gatunek z monotypowego rodzaju Geitonoplesium z podrodziny liliowcowych (Hemerocallidoideae) z rodziny złotogłowowatych (Asphodelaceae).
Synonimy taksonomiczne
- Luzuriaga laxiflora Hallier f.
- Luzuriaga timorensis (Ridl.) Hallier f.
- Eustrephus timorensis Ridl.
- Geitonoplesium cymosum f. album Schlittler
- Geitonoplesium cymosum subsp. asperum (A.Cunn. ex R.Br.) Schlittler
- Luzuriaga cymosa R.Br. (bazonim)
- Luzuriaga montana R.Br.